# Letonia en los Juegos Olímpicos de Río de Janeiro 2016
Letonia estuvo representada en los Juegos Olímpicos de Río de Janeiro 2016 por un total de 34 deportistas que compitieron en 12 deportes. Responsable del equipo olímpico es el Comité Olímpico Letón, así como las federaciones deportivas nacionales de cada deporte con participación.
El portador de la bandera en la ceremonia de apertura fue el ciclista de BMX Māris Štrombergs. El equipo olímpico de Letonia no obtuvo ninguna medalla en estos Juegos.